# اوراتیوبه (داغستان)
اوراتیوبه (به لاتین: Oratyube) یک منطقهٔ مسکونی در روسیه است که در داغستان واقع شده‌است.